# Bof génération
Pour les articles homonymes, voir Bof et Génération.
À l'origine, l'expression bof génération désigne en France les personnes nées entre 1960 et 1965 déçues par l'après Mai 1968 et la fin des Trente Glorieuses, d'où leur nom. L'expression a été publiée pour la première fois en 1978 dans un article du Nouvel Observateur. Cette désignation est à rapprocher de la Generation Jones (en) (1955-1965) chez les Américains.
Depuis, son sens a pu être généralisé à d'autres personnes d'âges différents ne croyant également plus à la politique et contestant la société actuelle.

## Définition du concept
L'expression « bof génération » apparaît pour la première fois dans un article de Josette Alia de 1978, intitulé « La « bof » génération » et publié dans le Nouvel Observateur. Il s'agit d'une enquête sur les aspirations des jeunes, dirigée par Josette Alia en partenariat avec l'entreprise de sondage Sofres, qui met en évidence la dépolitisation de la jeunesse. L'interjection « bof » provient, selon certaines sources, du film Bof… Anatomie d'un livreur sorti en 1971 et faisant l'éloge de la paresse comme droit.
À partir de là, la bof génération désigne collectivement un groupe social, composé d'individus plutôt jeunes, qualifiés par les institutions en place de « désabusés, incapables de trouver la passion dans un monde sans émotion, [...] peu engagés en politique »,. La définition de ce groupe social se fait en opposition avec la « génération 1968 » qui a exprimé des rêves de société idéalisée lors du mouvement contestataire de Mai 1968. Pour autant, elle possède également une dimension subversive, en écho au mouvement de la Beat Generation, dont l'œuvre fait souvent référence à un certain désenchantement du monde, et avec le punk rock et son slogan, « No Future ».

## Postérité de l'expression
Étant donné un contexte de crise perpétuelle depuis les Trente Glorieuses, l'expression « bof génération » a pu s'étendre également à des personnes de tranches d'âge ultérieures à celle initiale.
Pour certains, au cours des années 2000, le terrain de la critique sociétale a basculé de la rue à internet et ainsi transformer la bof génération en « LOL génération » qui utilise un humour désabusé en ligne pour passer ses messages engagés.
Pour d'autres, la bof génération a évolué en « beauf génération » sa version auto-satisfaite. C'est notamment l'idée exprimée à travers l'expression « OK boomer » qui blâme les baby boomers (1945-1965) en général, desquels fait notamment partie la bof génération initiale,.